# Komitet Wszechsłowiański
Komitet Wszechsłowiański – występujący początkowo pod nazwą Wszechsłowiańskiego Komitetu Antyfaszystowskiego,  formalnie organizacja społeczna o charakterze demokratycznym powołana 5 września 1941, określana podczas II wojny światowej jako stale działający organ zjednoczenia Słowian do walki z hitleryzmem, po wojnie realizująca cele zapewnienia możliwie szerokiej akceptacji moskiewskiej koncepcji ładu w Europie Środkowej przez  społeczeństwa tego regionu. Przewodniczącym Komitetu został generał Armii Czerwonej Aleksandr Siemionowicz Gundorow (członek komisji Burdenki), a w jego skład weszli również Aleksiej Tołstoj, Dmitrij Szostakowicz i Wanda Wasilewska.

## Historia
Komitet utworzony został po I Kongresie Wszechsłowiańskim, który odbył się w Moskwie w dniach 10-11 sierpnia 1941, przy udziale przedstawicieli wszystkich komunistycznych emigrantów przebywających w ZSRR w celach instrumentalnych, aktywizacji działań antyfaszystowskich, zwłaszcza zbrojnych w okupowanych przez Niemcy krajach słowiańskich i przyczynienia się do dezorganizacji niemieckich planów totalnej mobilizacji (wiec po bitwie stalingradzkiej). Powołano wówczas do życia sześć sekcji narodowych Komitetu: polską, rosyjską, białoruską, ukraińską, czechosłowacką i południowosłowiańską. W czasie wojny Komitet Wszechsłowiański współpracował ściśle ze Związkiem Patriotów Polskich w ZSRR. Po wojnie utworzony został w Polsce Komitet Słowiański, który prowadził działalność do 1953 roku. Na specjalnych wiecach wszechsłowiańskich, organizowanym w stolicy ZSRR występowali obok siebie m.in. najwięksi poeci Białorusi Kołasa i Kupała, Władysław Broniewski, Jerzy Putrament, Leon Chwistek, „polski generał” Marian Januszajtis-Żegota, Zdenek Nejedle, Aleksandr Stojan, czy Aleksy Tołstoj.
Już po wojnie, we wrześniu 1946 zależności narodowych Komitetów Słowiańskich zostały wzmocnione ideologicznym nadzorem powołanego w Moskwie Instytutu Słowianoznawstwa Akademii Nauk ZSRR. Na czele Instytutu Słowianoznawstwa AN ZSRR stanęli ludzie bezpośrednio związani  z Komitetem Wszechsłowiańskim, m.in. prof. Griekow i prof. Dierżawin (członek zał. K.W.), oni też poprzez Instytut kształtowali odtąd ideologię ruchu nowosłowiańskiego, nakreślając jego główne cele programowe.  
Właściwe zadaniom instytucje polskie, jak Instytut Badań Literackich PAN, Instytut Słowianoznawstwa PAN, czy IHKM PAN,  
nawiązywały ścisłą współpracę naukową na podstawie umów z delegaturami Instytutu Słowianoznawstwa AN ZSRR (następnie Instytutu Słowianoznawstwa i Bałkanistyki AN ZSRR).
Dyrektywy władz Kremla przekazywane były do Polski za pośrednictwem sekretariatu Ambasady Polskiej w Moskwie, zaś sprawy najważniejsze uzgadniano za pośrednictwem ministra spraw zagranicznych. 
Zadania propagandy politycznej w okresie zimnej wojny uwidoczniły się w  czasie  narady  dziewięciu partii  komunistycznych we  wrześniu  1947  r.  w  Szklarskiej  Porębie. Obecny na niej Władysław  Gomułka podkreślał,  że  podstawą polskiej  polityki jest  sojusz  ze  Związkiem  Radzieckim,  a  na  drugim  miejscu  solidarność  słowiańska.  Tendencje  te  utrzymane  zostały podczas  zebrania  przedstawicieli  Komitetów  Słowiańskich  w  
Pradze  w  lutym  1948  roku i  w  czasie  obrad  Ogólnosłowiańskiego  Kongresu  Uczonych  –  Slawistów  w  kwietniu  1948  w  Moskwie. Taką rolę miał odegrać  również Światowy Kongres Intelektualistów w Obronie Pokoju, który przejął na siebie  obronę  kultury  europejskiej  przed  imperializmem  amerykańskim.  Akcentowano   podczas obrad szczególną  rolę  narodów  słowiańskich  na  czele  z  ZSRR  w  budowie  kultury  Europy.
Struktury narodowych Komitetów Słowiańskich dublowane były do 1947 roku, do chwili przekształcenia Komitetu Wszechsłowiańskiego w Komitet Ogólnosłowiański podczas Kongresu w Belgradzie w dniach 9 grudnia 1946 do 10 stycznia 1947, z sekretarzem W.W. Moczałowem, pismem prowadzącym był Biuletyn Informacyjny, jako język roboczy organizacji, przyjęto rosyjski, przy formalnym równouprawnieniu pozostałych. 
Komitet Słowiański ZSRR został rozwiązany 23 grudnia 1991 na konferencji założycielskiej Międzynarodowego Komitetu Słowiańskiego (w 2005 na przewodniczącego MKS wybrano prezydenta Białorusi, Aleksandra Łukaszenkę), organem prasowym Komitetu było czasopismo „Славяне”.

## Współczesność
Reaktywowany ponownie 2 marca 2011 w Pradze. Jego głównym zadaniem, w myśl zawartych postulatów jest wzmocnienie politycznych, gospodarczych, kulturalnych i duchowych więzi między narodami słowiańskimi. W Komitecie podjął działalność Bolesław Tejkowski

## Członkowie założyciele Komitetu (lista niepełna)
- Zdeněk Nejedlý
- Ołeksandr Kornijczuk
- Anatolij Ławrientjew
- Aleksiej Tołstoj
- Janka Kupała
- Aleksandr Fadiejew
- Wanda Wasilewska
- Óndra Łysohorsky